# Bennia innotata
Bennia innotata är en insektsart som först beskrevs av Walker, F. 1871.  Bennia innotata ingår i släktet Bennia och familjen Chorotypidae. Inga underarter finns listade i Catalogue of Life.